# Mesembriomys
Mesembriomys é um género de roedor da família Muridae.

## Espécies
- Mesembriomys gouldii (Gray, 1843)
- Mesembriomys macrurus (Peters, 1876)